# Wiktor Zarucki
Wiktor Pawłowicz Zarucki (ros. Виктор Павлович Заруцкий) – pułkownik ludowego Wojska Polskiego.

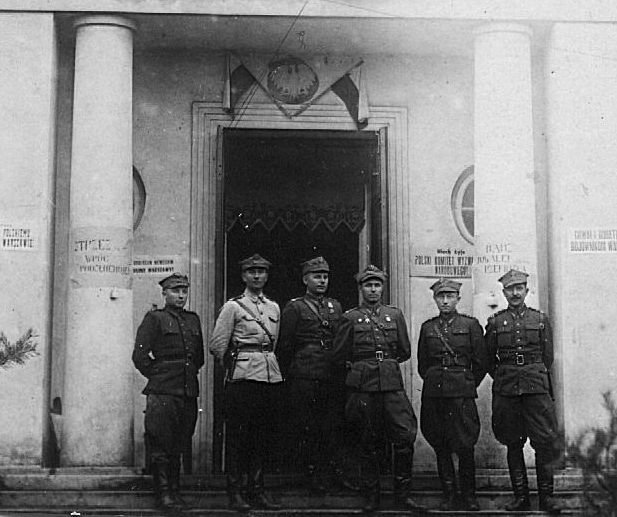
Spotkanie dowództwa 1 Samodzielnego Pułku Łączności (jesień 1944). Trzeci od lewej dowódca ppłk Wiktor Zarucki

## Życiorys
Syn Pawła. Oficer radziecki oddelegowany do ludowego Wojska Polskiego. Podczas II wojny światowej, po powstaniu 1 Warszawskiej Dywizji Piechoty im. Tadeusza Kościuszki, w sierpniu 1943 w stopniu majora został dowódcą 1 Samodzielnego Batalionu Łączności (sformowanego w strukturze 1 Korpusu Polskich Sił Zbrojnych w ZSRR), a po przekształceniu w 1 Samodzielny Pułk Łączności 1 Armii Wojska Polskiego był zastępcą dowódcy pułku ds. liniowych, p.o. dowódcy pułku od kwietnia do maja 1944 oraz dowódcą pułku od 17 października 1944 do września 1945, do czasu rozformowania jednostki.
Po wojnie w stopniu majora został szefem wydziału łączności w powołanym 27 września 1945 Departamencie Wojsk Ochrony Pogranicza. W stopniu pułkownika został dowódcą powołanej pod koniec 1947 Grupy Organizacyjno-Przygotowawczą Szkolnego Pułku Radio w Zegrzu, a następnie powołanego 28 marca 1948 dowódcą szkolnego pułku radio w Zegrzu. Po powołaniu 6 czerwca 1950 Oficerskiej Szkoły Łączności Radiowej został jej komendantem i pełnił stanowisko do 1951. W 1952 wrócił do ZSRR.

## Ordery i odznaczenia
- Order Lenina (ZSRR)[5]
- Krzyż Kawalerski Orderu Odrodzenia Polski[5]
- Krzyż Walecznych[5]
- Złoty Krzyż Zasługi (16 kwietnia 1947)[6]